# Òrbita osculatriu

Òrbita osculatriu (interior, negre) i òrbita pertorbada (vermella)

En astronomia, i en particular en astrodinàmica, l'òrbita osculatriu d'un objecte en l'espai en un moment donat en el temps és l'òrbita gravitatòria de Kepler (és a dir, el·lipse o una altra cònica) que tindria sobre el seu cos central si les pertorbacions no es presentessin. Allò és, és l'òrbita que coincideix amb els vectors estatals orbitaris actuals (posició i velocitat).
La paraula "osculatriu" deriva del llatí i significa "que besa". El seu ús en aquest context es deriva del fet que, en qualsevol punt del temps, l'òrbita osculatriu d'un objecte és precisament tangent a la seva òrbita real, ja que el punt tangent és la posició de l'objecte i té la mateixa curvatura que l'òrbita tindria en la absència de forces pertorbadores.

## Elements de Kepler
Una òrbita osculatriu i la posició de l'objecte sobre ella es poden descriure completament pels sis elements orbitals estàndard de Kepler (elements osculatrius), que són fàcils de calcular sempre que es conegui la posició i la velocitat de l'objecte respecte al cos central. Els elements osculatrius romandran constants en absència de pertorbacions. No obstant això, les òrbites astronòmiques reals experimenten pertorbacions que fan que els elements osculatrius evolucionin, de vegades molt ràpidament. En els casos en què s'han realitzat anàlisis mecàniques celestes generals del moviment (com ho han estat els grans planetes, la Lluna i altres satèl·lits planetaris), l'òrbita es pot descriure mitjançant un conjunt d'elements mitjans amb termes seculars i periòdics. En el cas dels planetes menors, s'ha concebut un sistema d'elements orbitals adequats per permetre la representació dels aspectes més importants de les seves òrbites.

## Pertorbacions
Les pertorbacions que fan que l'òrbita osculatriu d'un objecte canviï poden sorgir de:
- Un component no esfèric per al cos central (quan el cos central no es pot modelar ni amb una partícula puntual ni amb una distribució de massa esfèrica simètrica, per exemple, quan es tracta d'un esferoide oblat).
- Un tercer cos o múltiples cossos la gravetat dels quals pertorba l'òrbita de l'objecte, per exemple, l'efecte de la gravetat de la Lluna sobre els objectes que orbiten a la Terra.
- Una correcció relativista.
- Una força no gravitacional que actua sobre el cos, per exemple la força derivada de:
  - Empenta d'un motor de coet
  - Alliberament, filtració, ventilació o ablació d'un material
  - Col·lisions amb altres objectes
  - Arrossegament atmosfèric
  - Pressió de radiació
  - Pressió del vent solar
  - Canviar a un marc de referència no inercial (per exemple, quan l'òrbita d'un satèl·lit es descriu en un marc de referència associat amb l'equador de precessió del planeta).

## Paràmetres
Els paràmetres orbitals d'un objecte seran diferents si s'expressen pel que fa a un marc de referència no inercial (per exemple, un coprocessat de marc amb l'equador primari), que si s'expressa respecte a un inercial (no rotatori) marc de referència inercial.
En termes més generals, es pot analitzar una trajectòria pertorbada com si s'uneixin punts, cadascun dels quals és aportat per una corba d'una seqüència de corbes. Les variables que parametritzen les corbes d'aquesta família es poden anomenar elements orbitals. Normalment (encara que no necessàriament), aquestes corbes es trien com a còniques de Kepler, totes elles comparteixen un focus. En la majoria de situacions, és convenient establir cadascuna d'aquestes corbes tangent a la trajectòria en el punt d'intersecció. Les corbes que obeeixen a aquesta condició (i també la condició addicional que tenen la mateixa curvatura en el punt de tangència que es produiria per la gravetat de l'objecte cap al cos central en absència de forces pertorbadores) es diuen oscil·lants, mentre que les variables parametritzadores de les corbes s'anomenen elements osculatrius. En algunes situacions, la descripció del moviment orbital es pot simplificar i aproximar escollint elements orbitals que no són oscil·lants. A més, en algunes situacions, les equacions estàndard (tipus Lagrange o tipus Delaunay) proporcionen elements orbitals que no són osculatrius.